# 在ニカラグア中華民国大使館
在ニカラグア中華民国大使館（ざいニカラグアちゅうかみんこくたいしかん、繁体字中国語: 中華民國駐尼加拉瓜大使館、スペイン語: Embajada de la República de China (Taiwán) en Nicaragua、英語: Embassy of the Republic of China (Taiwan) in Nicaragua）は、中華民国（台湾）がニカラグアの首都マナグアに設置していた大使館である。

## 歴史
1930年5月に在ニカラグア中華民国総領事館（繁体字中国語: 中華民國駐尼加拉瓜總領事館、スペイン語: Consulado General de la República de China en Nicaragua、英語: Consulate-General of the Republic of China in Nicaragua）が開設され、1932年6月14日に在マナグア中華民国総領事館（繁体字中国語: 中華民國駐馬拿瓜總領事館、スペイン語: Consulado General de la República de China en Managua、英語: Consulate-General of the Republic of China in Managua）に改称された。
1955年5月18日、中華民国とニカラグアの間で外交関係が樹立され、マナグアの総領事館に代わって在ニカラグア中華民国公使館（繁体字中国語: 中華民國駐尼加拉瓜公使館、スペイン語: Legación de la República de China en Nicaragua、英語: Legation of the Republic of China in Nicaragua）が開館する。
1962年9月20日、公使館が昇格する形で在ニカラグア中華民国大使館が発足した。
1985年12月7日、ニカラグアが中華人民共和国と国交を樹立して中華民国と断交し、マナグアの大使館も閉鎖された。
1990年11月5日、ニカラグアが中華民国と再度国交を樹立して中華人民共和国と断交し、同月13日にマナグアの大使館が再開。
2021年12月10日、ニカラグアが中華人民共和国と再度国交を樹立して中華民国と断交し、マナグアの大使館も閉鎖された。

## 住所
Planes de Altamira, Lotes #19 y 20, Managua

## 大使
2018年12月18日にダニエル・オルテガ大統領に信任状を捧呈した呉進木（繁体字中国語: 吳進木、スペイン語: Jaime Wu ハイメ・ウー）が、最後の特命全権大使となった。なお、次期大使としてニカラグアに赴任中であった李岳融（スペイン語: Iván Lee イバン・リー）は、オルテガ大統領に信任状を捧呈する前に両国が断交したことによって特命全権大使に就任しないままその任務を終えた。